# Travis Jayner
Travis Jayner (n. 5 septembrie 1982, Moncton, Nouveau-Brunswick, Canada) este un sportiv ce a reprezentat Statele Unite ale Americii, medaliat olimpic. A participat la o ediție a Jocurilor Olimpice (2010) în care a câștigat o medalie de bronz.

## Participări
Lista de mai jos prezintă principalele competiții la care a participat Travis Jayner de-a lungul carierei.
- short track speed skating at the 2010 Winter Olympics – men's 5000 metre relay[*]